# 盧瑟維爾 (馬里蘭州)
盧瑟維爾（英語：Lutherville）是位於美國馬里蘭州巴爾的摩縣的一個普查規定居民點。

## 人口
根據2020年美國人口普查的數據，盧瑟維爾的面積為5.47平方千米，當中陸地面積為5.47平方千米，而水域面積為0.00平方千米。當地共有人口6835人，而人口密度為每平方千米1,249.54人。